# 護衛艦

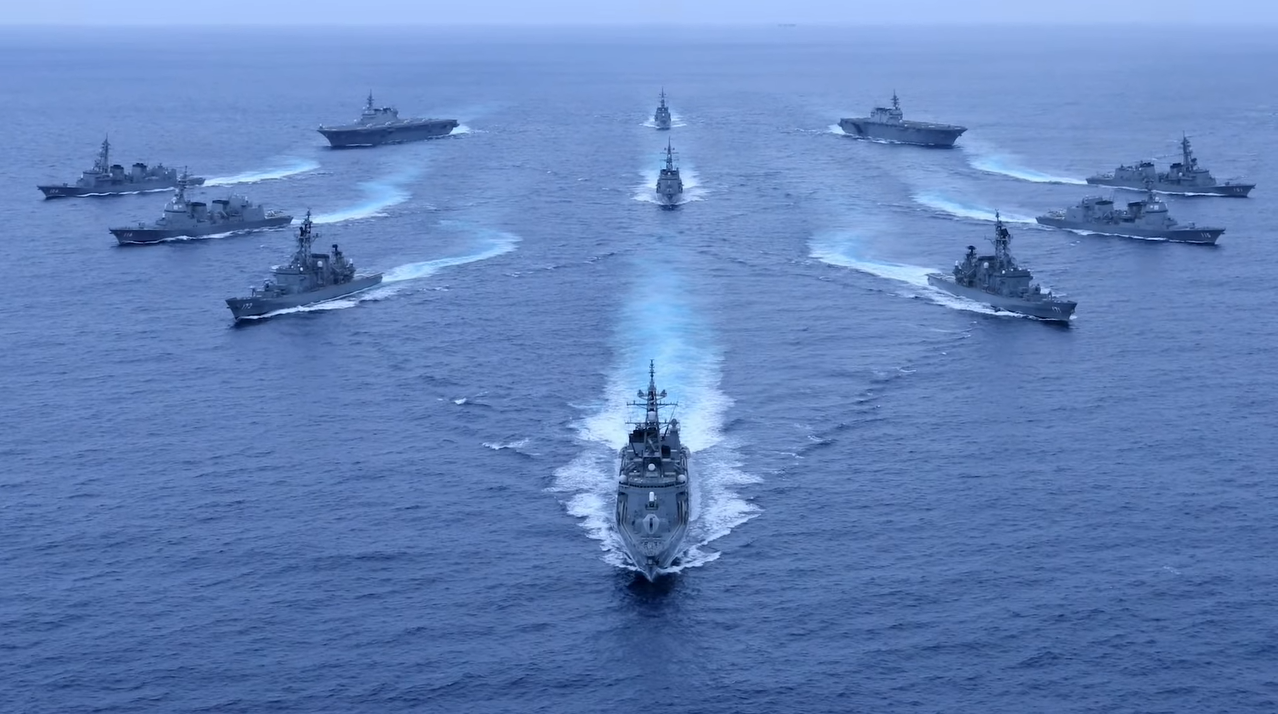
艦隊行動をとる護衛艦

護衛艦（ごえいかん、英語: Destroyer）は、海上自衛隊が保有する艦船の種別の一つ。敵の潜水艦・水上艦艇・航空機による脅威に対処する能力を備え、周辺海域の防衛や海上交通の安全確保に重要な役割を担う。
日本の護衛艦について、アメリカ海軍協会（USNI）では、公式の英語表記に準じてDD（DDH・DDGを含む）は他国の駆逐艦、DEはフリゲートと同様の扱いとしている。またジェーン海軍年鑑もおおむね同様だが、全通飛行甲板DDHはヘリ空母として扱っている。なお海上自衛隊訓令では、自衛艦のうち、護衛艦と潜水艦を「機動艦艇」、これに機雷艦艇（掃海艇など）と哨戒艦艇（ミサイル艇）、輸送艦艇（輸送艦など）を加えたものを「警備艦」としている。

## 「護衛艦」の呼称に至る経緯
1952年8月1日、海上自衛隊の前身となった警備隊が発足した時の船舶は、アメリカ海軍から貸与されたパトロール・フリゲート（PF）と上陸支援艇（LSSL）、そして海上保安庁から移管された掃海船等であった。同年10月に制定された種別により、PFとLSSLは警備船と呼称されるようになり、またそれぞれ「PF」と「LS」という符号と番号を付された。
1954年7月1日の海上自衛隊の発足と同時に、旧海軍と同様に「艦」「艇」という言葉を復活させることになり、警備船のうちPFは警備艦、LSは警備艇と改称された。またこの際に符号・番号は廃止された。しかしその後、受領した貸与艦にDD・DEなどの記号が付されていることから、1956年8月、海上幕僚監部ではこの方式を全ての自衛艦に敷衍することとして、これを記号と称した。警備艦については、貸与駆逐艦と甲型警備艦にDD、貸与護衛駆逐艦と旧丁型駆逐艦および乙型警備艦にDEの記号が付された。ここで付された記号は翌年9月にそのまま公式のものとなり、また同一記号の艦が2隻以上ある場合は各艦に番号が付された。
そして1960年10月1日より、警備艦は護衛艦と呼称されるようになった。ただしその後も、設計や予算上では、依然として警備艦という呼称が使用されている。

## 艦種と艦級
上記の経緯もあって、海上自衛隊訓令で定められた記号のほかに、訓令には定められていないが公式に用いられる艦艇記号、そして予算要求時に「警備艦」という言葉に付して使用される記号が併存して用いられている。
| 政府予算上の 種別・記号 | 政府予算上の 種別・記号 | 訓令による 艦種記号 | 艦種   |
| ----------------------- | ----------------------- | ------------------- | ------ |
| 甲型警備艦              | DD                      | DD                  | 護衛艦 |
| 甲型警備艦              | DDK                     | DD                  | 護衛艦 |
| 甲II型警備艦            | DDA                     | DD                  | 護衛艦 |
| 甲III型警備艦           | DDH                     | DDH                 | 護衛艦 |
| 甲IV型警備艦            | DDG                     | DDG                 | 護衛艦 |
| 甲V型警備艦             | FFM                     | FFM                 | 護衛艦 |
| 乙型警備艦              | DE                      | DE                  | 護衛艦 |
| 警備艦                  | PF                      | PF                  | 護衛艦 |

令和6年度予算では、新たに「甲VI型警備艦」との言葉が使用された。令和6年度から建造が開始される「イージス・システム搭載艦」を指す言葉と思われる。

### DD
海上自衛隊訓令に基づく記号として「DD」を使用する護衛艦は、予算・設計上では甲型警備艦（DD）と甲II型警備艦（DDA）に分けられる。このうち、甲型警備艦（DD）については当初は単に護衛艦と称されていたが、昭和30年度計画以降で建造した艦について、部内では対潜護衛艦としてDDKの記号が使われるようになった。その後、昭和52年度計画以降で建造した艦については、部内では汎用護衛艦と称され、記号は単にDDとなった。

#### 護衛艦（DD）
上記の通り、1956年には、まず甲型警備艦（はるかぜ型）とアメリカ海軍から貸与された艦隊駆逐艦（あさかぜ型・ありあけ型）に対してDDの記号が付された。このうち、甲型警備艦（1,600トン型; はるかぜ型）は、外洋における船団護衛及び対潜哨戒を主務として、昭和28年度計画で2隻のみ建造されたが、艦型に対して諸性能が総花的だったことが反省事項とされ、後に昭和30年度より量産型国産艦の建造を着手する際には、特徴づけた艦型を考えて数種類の型に分けることが構想されるようになった。
また昭和32年度には、日米相互防衛援助計画（MDAP）に基づく域外調達（OSP）として、アメリカ海軍の1957会計年度予算により同海軍軍艦として建造された駆逐艦2隻が、完成と同時に日本へ供与されることになった。これらはアメリカ軍艦として、貸与駆逐艦と同様にDDの船体記号が付されており、海上自衛隊でもDDの記号が用いられた。
艦級一覧
- あさかぜ型（米海軍リヴァモア級/グリーブス級駆逐艦貸与）
- ありあけ型（米海軍フレッチャー級駆逐艦貸与）
- はるかぜ型（28DD）
- 初代あきづき型（OSP）

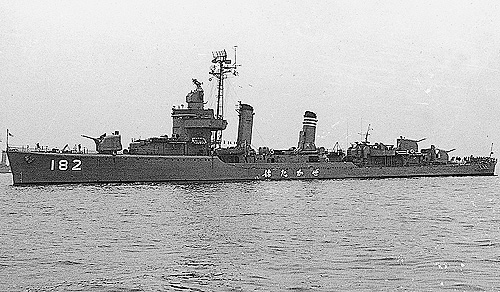
あさかぜ型「はたかぜ」。アメリカ海軍「マコーム」の後身である。
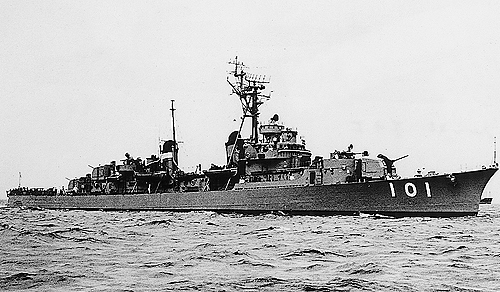
はるかぜ型「はるかぜ」。戦後初の国産DDである。

#### 対潜護衛艦（DDK）
昭和30年度より量産型国産艦の建造を着手するにあたり、同年度の甲型警備艦（1,700トン型; あやなみ型）は思い切って砲熕兵器を削減し、対潜装備に重点を置いた警備艦（DDK）とされた。
また第2次防衛力整備計画では、昭和37年度計画より甲型警備艦（2,000トン型; やまぐも型）の建造を開始したが、こちらもあやなみ型と同様、対潜主用護衛艦として設計された。その後、第3次防衛力整備計画でも同様の設計による艦の建造が継続されたが、この頃には、DDH、DDG及びDDA（2次防艦）のように高性能の多用途護衛艦と、DDK及びDEのようにある程度対潜以外の性能低下を忍んだ対潜主用護衛艦の2系列への分化が鮮明になってきた。
艦級一覧
- あやなみ型（30～33DD）
- やまぐも型（37～39DDK）
- みねぐも型（40～42DDK）
- あおくも型（44～49DDK）
- 2500トン型（49DDK） ※計画中止

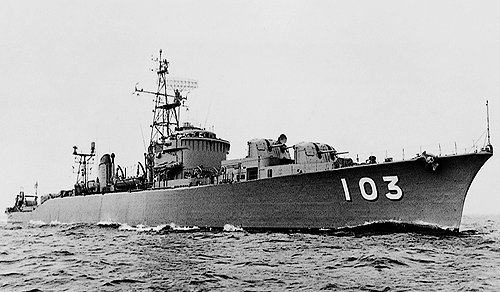
あやなみ型「あやなみ」。いわゆる「オランダ坂」型護衛艦の端緒となった艦級であった。
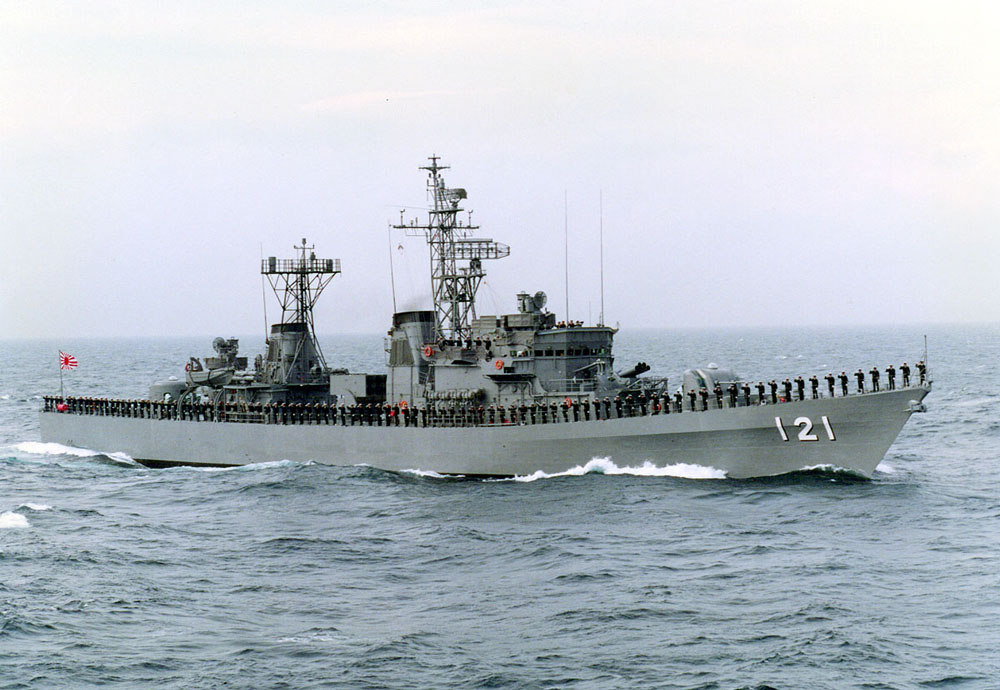
やまぐも型「ゆうぐも」。低周波ソナーとアスロックを搭載し、対潜戦能力を強化した。

#### 多用途護衛艦（DDA）
昭和30年度計画の甲型警備艦（あやなみ型）が対潜装備に重点を置いたDDKとなったのに対し、翌31年度計画の甲型警備艦（1,800トン型; 初代むらさめ型）は対空兵器を強化したDDAとされた。これは国産艦として初めて長口径の54口径5インチ単装高角砲を装備し、対空能力も兼ね備えた警備艦となった。
また第2次防衛力整備計画では、昭和38年から41年度計画で3,000トン型（たかつき型）4隻が建造されたが、これは当時計画されていたヘリ空母（後に計画中止）とともに2次防の艦艇整備の柱と位置付けられており、54口径5インチ単装速射砲などの新型武器の採用によって対潜・対空及び対水上能力が強化されたほか、司令部設備も備え、当時としては本格的な多用途護衛艦（DDA）とされた。なお第4次防衛力整備計画では、3,000トン型DDAを発展させて艦対艦ミサイルや艦載ヘリコプターなどを搭載した3,600トン級DDAが計画され、次世代護衛艦のプロトタイプと目されていたが、第一次オイルショックの影響で見送りとなった。
上記のように、2次防で建造されたDDAは、DDH・DDGと同様に高性能・近代化を目指して質の向上を図った護衛艦と位置付けられていた。このためもあって、3・4次防の8艦6機体制においては、その対空砲火力を生かして、ミサイル護衛艦（DDG）を補完する防空艦と位置付けられていた。
艦級一覧
- 初代むらさめ型（31・32DD）
- たかつき型（38～41DDA）
- 3600トン型DDA（50DDA）　※計画中止

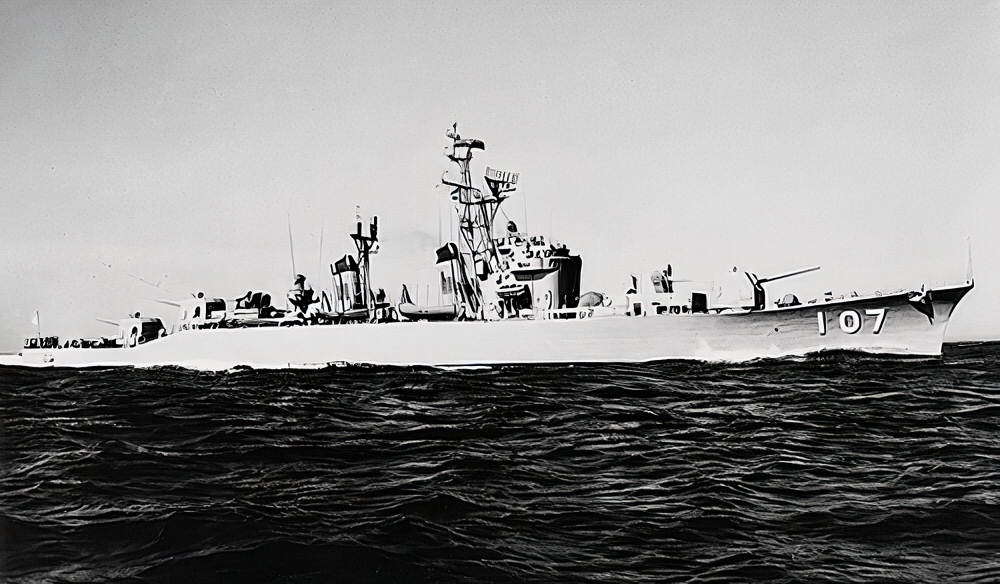
初代むらさめ型「むらさめ」
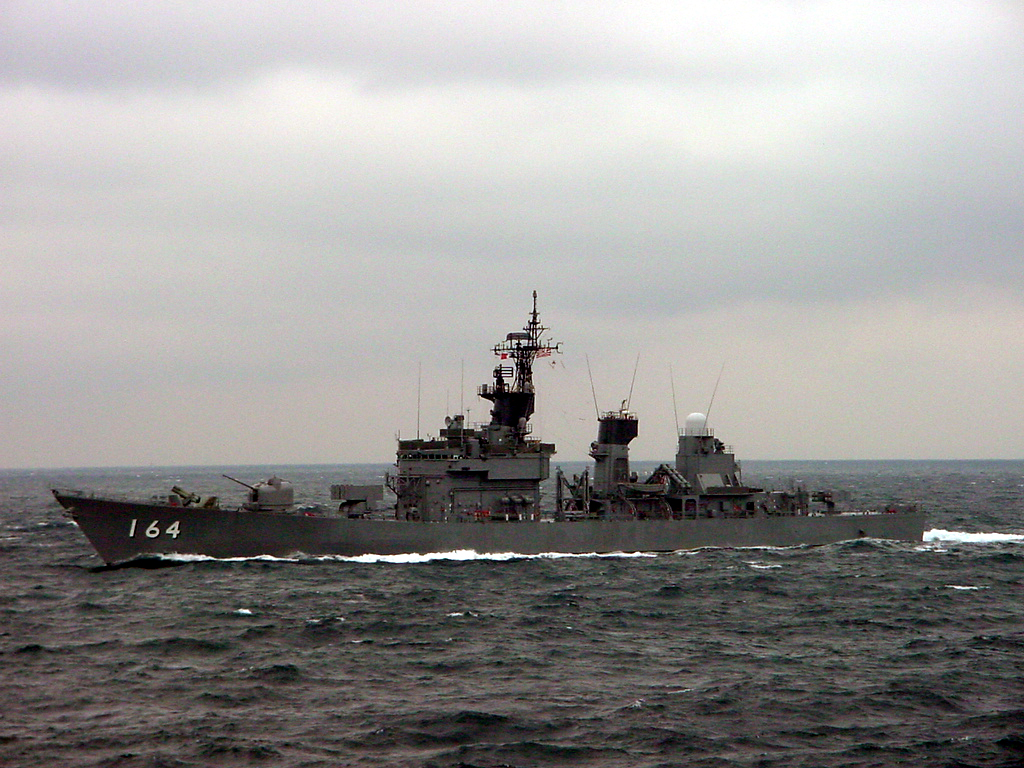
たかつき型「たかつき」（写真はFRAM改修後のものであり、就役当時とは艦容が異なる）

#### 汎用護衛艦（DD）
対象脅威の多様化・高性能化に伴って、護衛艦が装備する兵装も次第に多種多様化し高性能化が進んできた。こうなると1艦ですべての脅威に対応する兵装を完備することはできないため、主たる戦闘対応を区分して武器システムを配分装備することとなったが、その区分の一つとして登場したのが汎用護衛艦であった。
ポスト4次防期において、護衛艦隊の兵力構成について8艦8機体制（いわゆる新八八艦隊）コンセプトが採択されると、その基本構成艦となる新型DD（汎用護衛艦）が構想されるようになった。これは4次防までの3,000トン級DDAと2,000トン級DDKの両方の後継艦として、いわゆるローコンセプト艦と位置付けられていたが、対空戦・対潜戦・対水上戦・電子戦等の戦闘に対応する複数の武器をウェポン・システムとして統合したシステム艦とされ、更に8艦8機体制という運用構想に基づいて、艦載ヘリコプターも備えることが求められた。
まず第1世代DDとして、昭和52年度計画から2,900トン型（はつゆき型）の建造が開始され、昭和58年度計画からは発展型の3,500トン型（あさぎり型）に移行した。そして03中期防からは第2世代DDの整備に着手し、平成3年度より4,400トン型（むらさめ型）の建造が開始された。また平成10年度からは、船体線図と機関構成は同一のままに装備を強化した4,600トン型（たかなみ型）に移行した。そして平成19年度から、同型をもとに船体を拡大して新装備を盛り込んだ5,000トン型（あきづき型）が建造されたのち、平成25年度計画からは、これを元に電気推進を導入して対潜戦能力を強化した5,000トン型（あさひ型）が建造された。また、あさひ型の次級として、最新装備を数多く備える13DDXが計画されている。
艦級一覧
- はつゆき型（52～57DD）
- あさぎり型（58～61DD）
- 2代むらさめ型（03～07DD）
- たかなみ型（10～13DD）
- 2代あきづき型（19～21DD）
- 2代あさひ型（25/26DD）
- 13DDX（計画中）

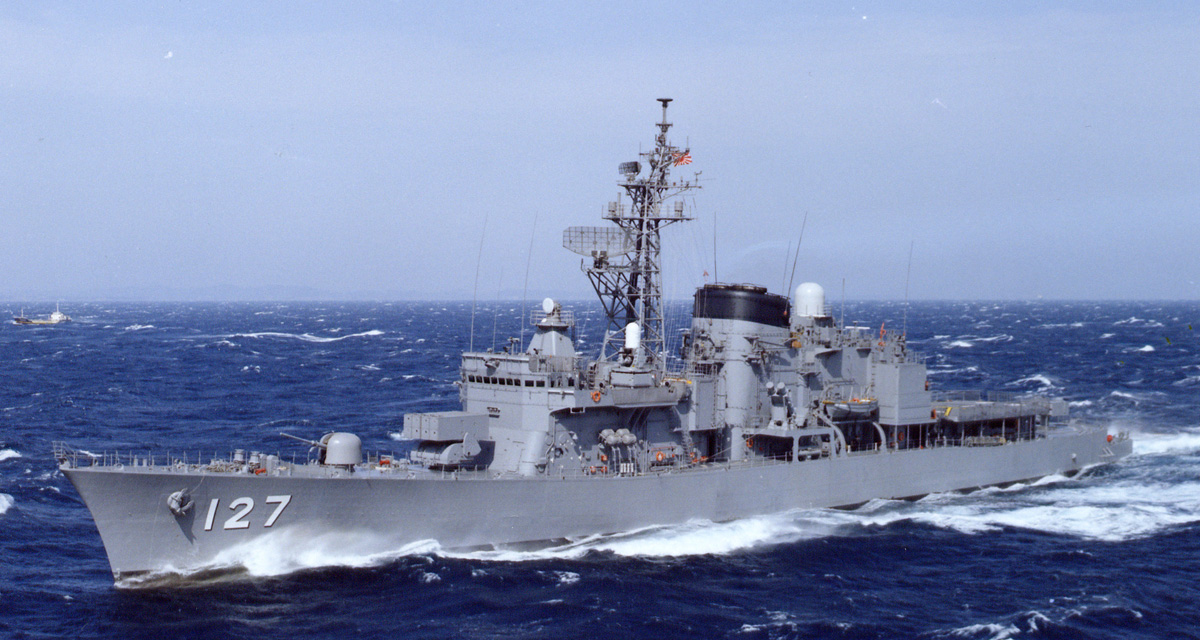
はつゆき型「いそゆき」
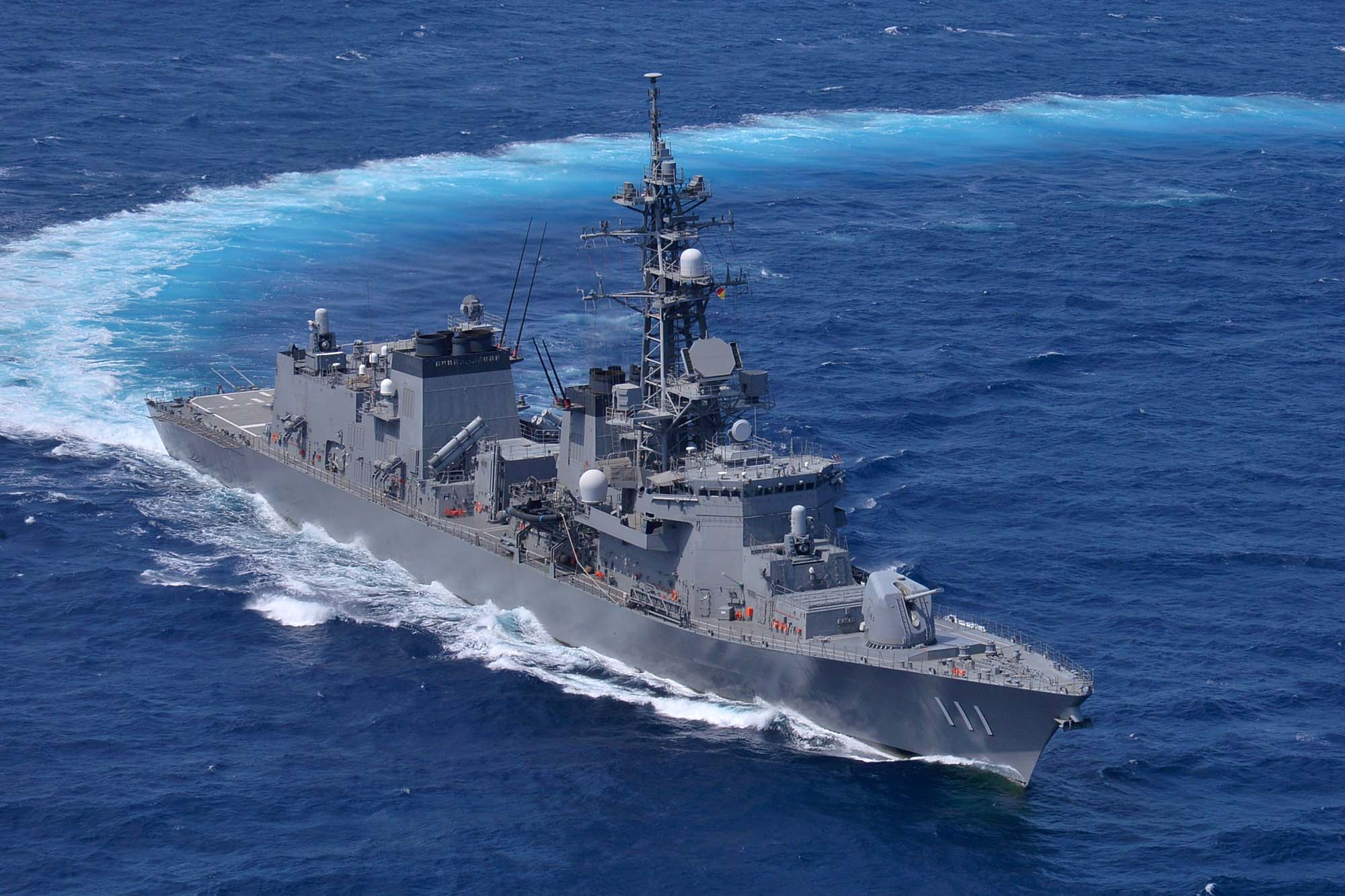
たかなみ型「おおなみ」
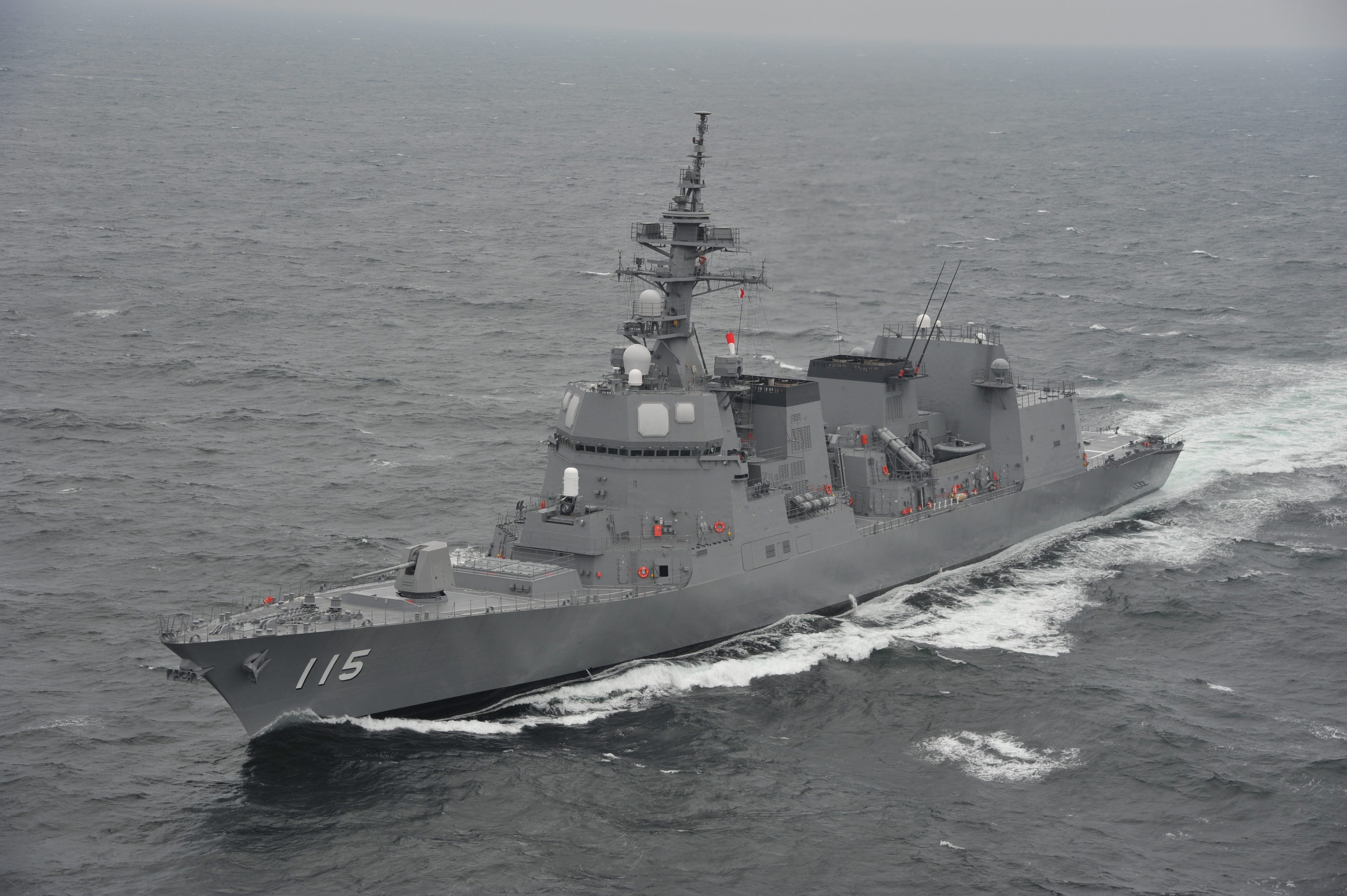
2代あきづき型「あきづき」

### DDH
海上自衛隊では、2次防において1万トン級ヘリ空母（CVH）の建造を計画したものの、これは実現しなかった。その後、まず護衛艦で艦載ヘリコプターを運用することになり、3次防ではその母艦となるヘリコプター搭載護衛艦として4,700トンDDH（はるな型）2隻が建造された。これは8艦6機体制という運用構想に基づいて大型対潜ヘリコプター（HSS-2A）3機を搭載する能力を備えており、各国海軍のへリ搭載駆逐艦（1機ないし2機搭載）より更に強化されていた。その後、4次防ではヘリコプター6機搭載の8,300トン級DLHが計画されていたが、こちらも断念されて、5,200トン級DDH（しらね型）2隻の建造となった。これらのDDHは、ポスト4次防以降の8艦8機体制下においても、護衛隊群の航空運用中枢として活躍した。
その後、13・17中防ではるな型の後継艦が建造されることになったが、マルチハザード化やグローバル化を背景とした任務変化に伴い、空母と同様の全通飛行甲板を導入して航空運用能力を強化しつつ、砲熕兵器を除けばDDに比肩する個艦戦闘能力も有する13,500トン型（ひゅうが型）として結実した。またこれに続き、しらね型の後継として建造された19,500トン型（いずも型）では、同型をもとに更に大型化し、兵装を簡素化しつつ航空運用機能や多用途性を強化したものとなった。
艦級一覧
- はるな型（43/45DDH）
- しらね型（50/51DDH）
- ひゅうが型（16/18DDH）
- いずも型（22/24DDH）

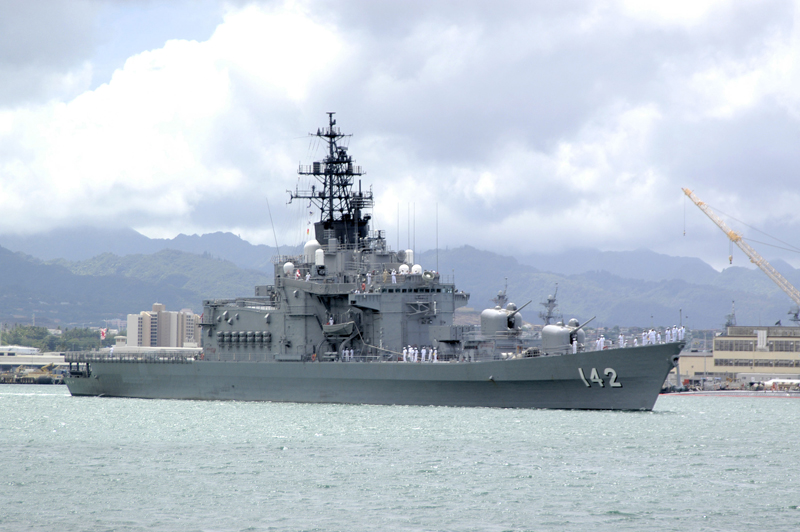
はるな型「ひえい」
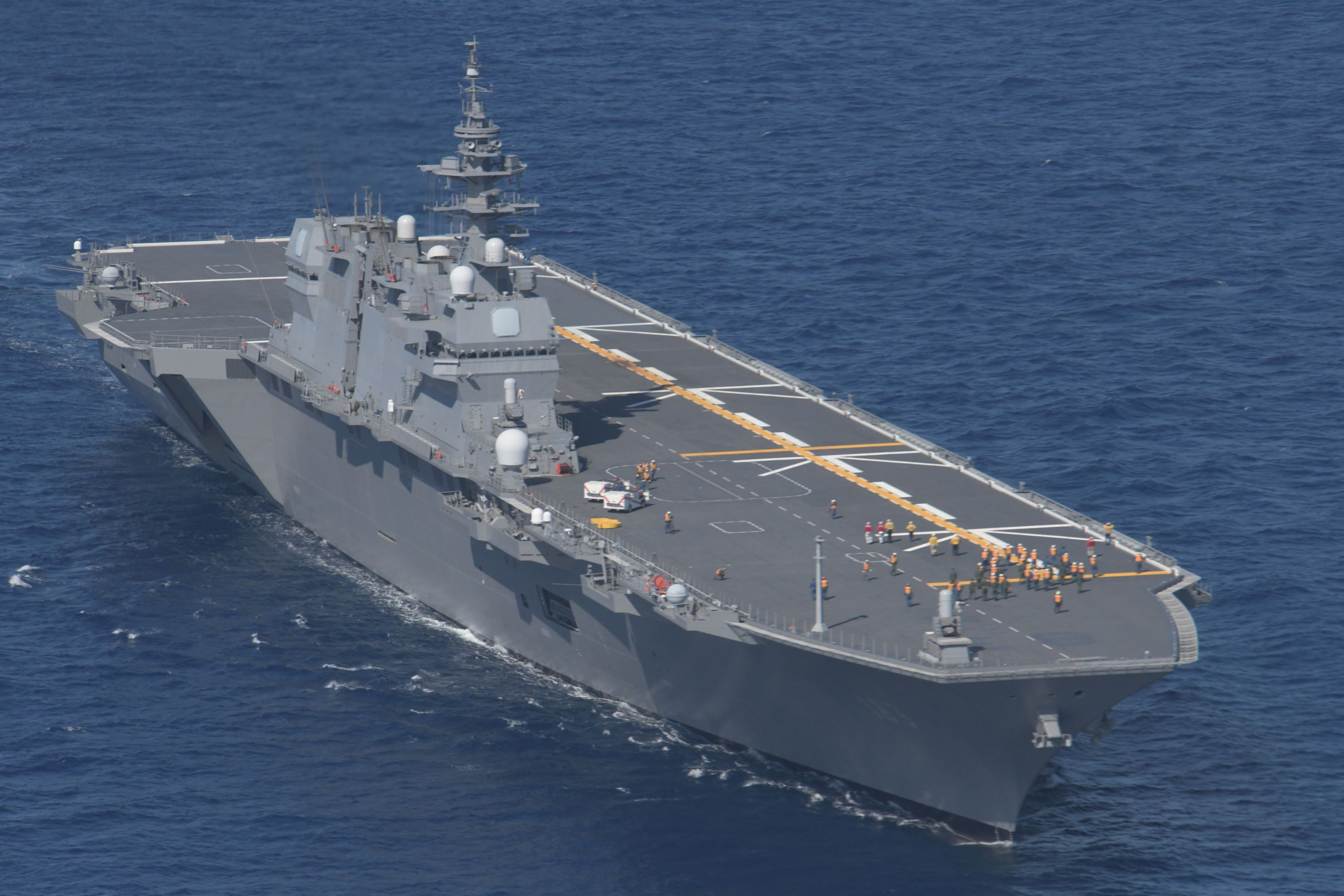
いずも型「いずも」

### DDG
第1次防衛力整備計画下の昭和35年度計画では、アメリカ海軍のミサイル駆逐艦と同様のターター・システムを搭載した護衛艦を建造することとなった。アメリカ海軍ではミサイル駆逐艦にDDGの船体記号を付していたが、海上自衛隊では、当初は国内情勢から誘導弾（Guided missile）のGを用いることを避けて、記号としてはDDGではなくDDCとし、対空攻撃護衛艦と称した。これによって建造されたのが「あまつかぜ」であり、主として外洋で行動する任務部隊の自隊防空に当たることとされ、その主対象は哨戒攻撃のため接近する大型機と想定されていた。
その後、第3次防衛力整備計画下の昭和46・48年度計画で2・3隻目のDDGが建造されることになった。これが3,850トン型（たちかぜ型）で、計画年度にして10年以上の開きがあったことから、こちらは目標指示装置 (WES) を中核としてデジタル化したターター・システムを搭載するとともに、船体も大型化され、砲熕兵器なども強化されたほか、昭和53年度計画で建造された3番艦では戦術情報処理装置を強化して戦術データ・リンクにも対応した。また昭和56・58年度計画では、53DDGと同様のシステムを搭載しつつ、主機をガスタービンエンジンとしたはたかぜ型が建造された。
そして昭和63年度計画より、搭載武器システムをイージスシステムに更新するとともに船体設計も刷新した7,200トン型（こんごう型）の建造が開始された。また平成14年度計画より、搭載システムの更新や航空運用能力の強化を図った7,750トン（あたご型）2隻が建造された。そして平成27年度計画より、搭載システムを更に更新するとともに電気推進を導入した8,200トン（まや型）2隻が建造された。これらのイージス艦は、元々は従来のDDGと同様の艦隊防空を目的として導入したものであったが、周辺諸国の弾道ミサイルの脅威が顕在化するとともに、順次に弾道ミサイル防衛（BMD）能力も付与されている。
艦級一覧
- 「あまつかぜ」
- たちかぜ型（46/48/53DDG）
- はたかぜ型（56/58DDG）
- こんごう型（63/02/03/05DDG）
- あたご型（14/15DDG）
- まや型（27/28DDG）

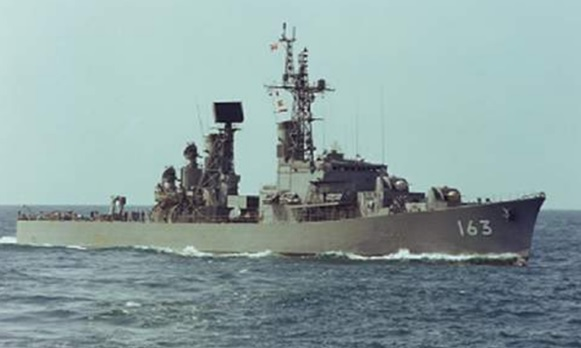
「あまつかぜ」
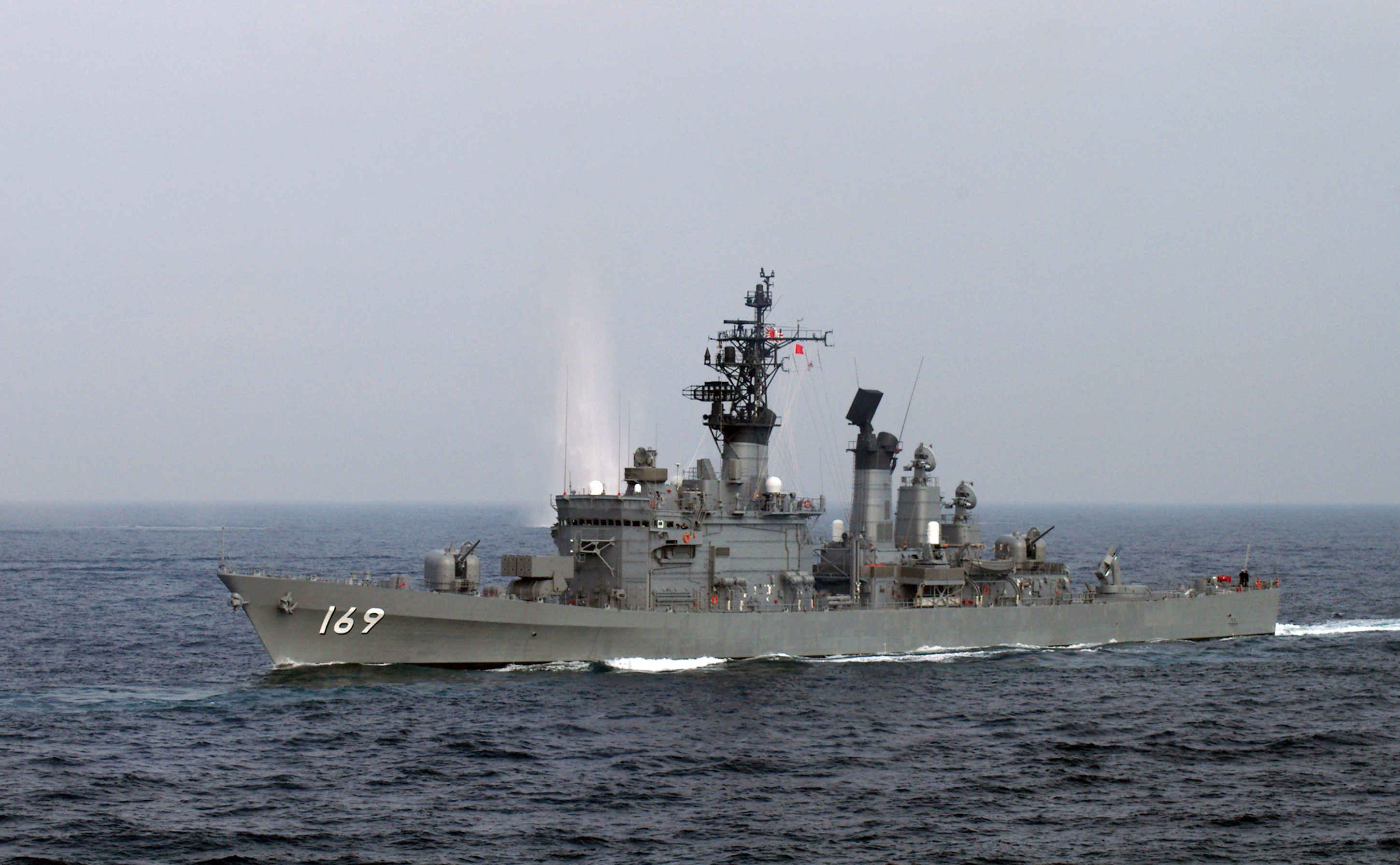
たちかぜ型「あさかぜ」
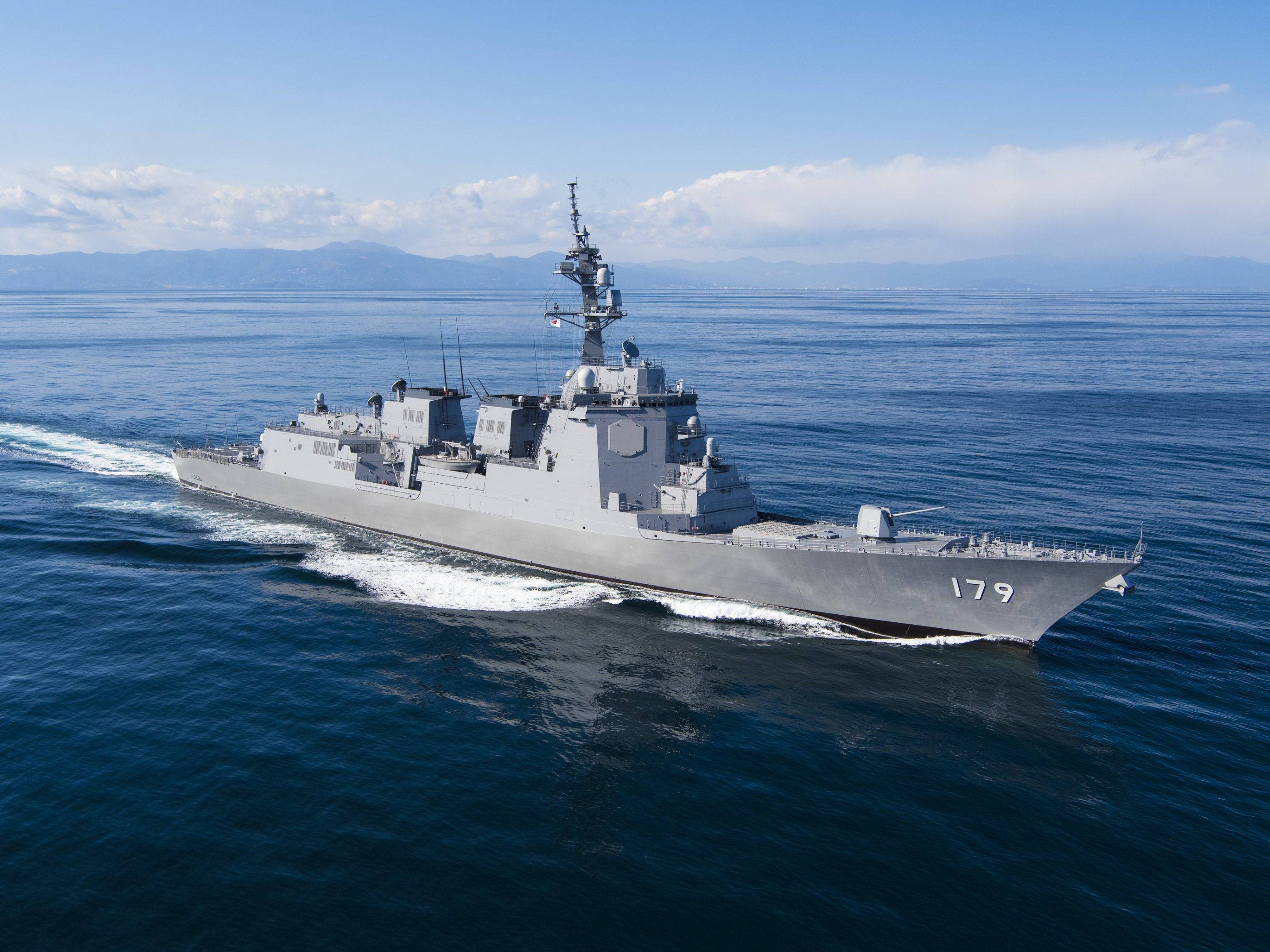
まや型「まや」

### FFM
31中防より建造を開始するのにあたって新設された艦種。これに先立つ25大綱において、情報収集・警戒監視任務の増大に対応するため、護衛隊群に所属しない護衛隊（いわゆる「10番台護衛隊」）の増勢が打ち出されていたが、この期間には旧式化した護衛艦4隻の退役も見込まれていたことから、これを補いつつ増強を実現するため、「多様な任務への対応能力の向上と船体のコンパクト化を両立させた新型艦艇」が計画されたものであった。22隻建造予定。
検討段階では、艦種記号はDDやDEなどが取り沙汰されていたが、同型は10番台護衛隊の護衛艦の後継であるとともに、対機雷戦能力も導入されたことから、諸外国で同程度サイズの艦艇に付与される「FF」（フリゲート）に加え、機雷の「Mine」や多機能性を意味する「Multi-purpose」から「M」を明記して、新たな艦種記号であるFFMを付与することになった。
艦級一覧
- もがみ型(30/01/02/03/04/05FFM)（8隻就役中、3隻艤装中、1隻建造中）
- 新型FFM(5隻予算化、12隻予定)

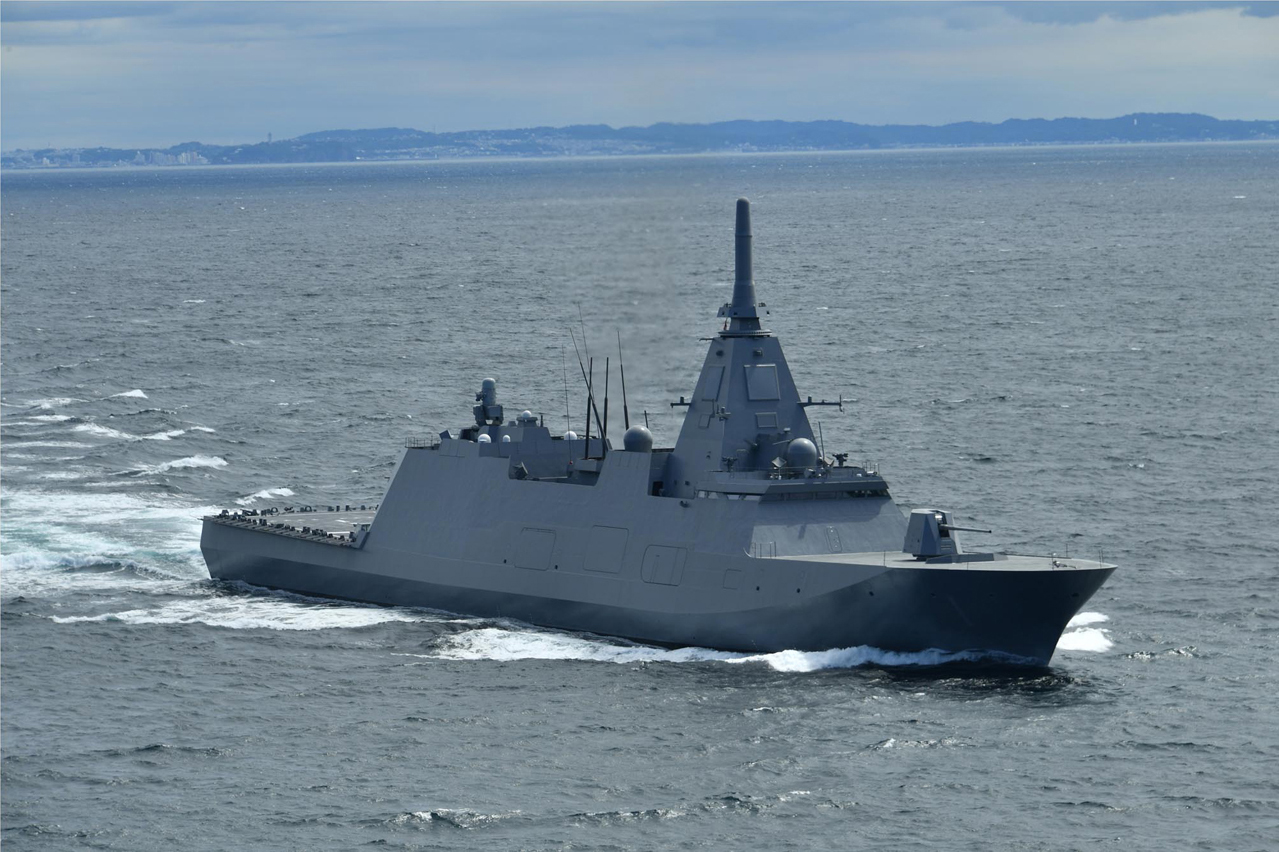
もがみ型「もがみ」

### DE
上記の通り、1956年には、まずアメリカ海軍から貸与された護衛駆逐艦（初代あさひ型）と旧丁型駆逐艦（わかば）および乙型警備艦（あけぼの・いかづち型）にDEの記号が付された。このうち、乙型警備艦（1,000トン型）は沿岸における船団護衛及び対潜哨戒のために昭和28年度計画で建造されたものであったが、タービン機関とディーゼル機関を比較検討する意味で、タービン船「あけぼの」型と、ディーゼル船「いかづち」型2隻の2種が建造された。また1次防では、PFの代艦として乙型警備艦（1,450トン型; いすず型）4隻の建造が盛り込まれたが、28DEの実績を踏まえていずれもディーゼル艦として建造された。
従来、地方隊には駆潜隊が配属されていたが、駆潜艇（PC）は小型で凌波性に乏しく、特に冬季の行動には支障が多かったため、3次防において、主としてDEからなる護衛隊をもって逐次これに代えることとした。これに伴って、昭和42年度計画より1,450トン型DE（ちくご型）の建造が開始されたが、同型は結局、地方隊だけでなく護衛艦隊への配属も想定して設計された。
ここまで建造されてきたDEは、基本的には、第二次世界大戦時に米英両海軍が建造した、対潜機能に重点を置き対空機能を付加した護衛駆逐艦の系列に属する護衛艦であった。これに対し、昭和52年度計画で建造された1,300トン型DE（いしかり）は、元々は駆潜艇を発展させた1,000トン型PCE（沿岸警備艦）を起源としており、沿岸海域の防備を目的とするコルベットに類いする小型汎用艦として、DE系列の中では特異なものであった。また続く昭和54年度からは、艦型を1,400トン型に拡大した艦（ゆうばり型）が建造された。
続くDEとしては、当初は54DEを更に発展させた1,600トン型が検討されていたが、汎用性を向上させた結果、結局はやまぐも型DDKに匹敵する1,900トン型（実質2,000トン型; あぶくま型）となり、昭和61年度計画より建造を開始した。なお上記の通り、31中防で計画されていた3,900トン型は、当初はDEとすることも検討されていたが、結局は新艦種たるFFMとして建造された。
艦級一覧
- 初代あさひ型（米海軍キャノン級護衛駆逐艦貸与）
- 「あけぼの」
- いかづち型
- 「わかば」（旧海軍橘（改丁）型駆逐艦「梨」）
- いすず型（34/35DE）
- ちくご型（42－48DE）
- 「いしかり」（52DE）
- ゆうばり型（54/55DE）
- あぶくま型（61－01DE）

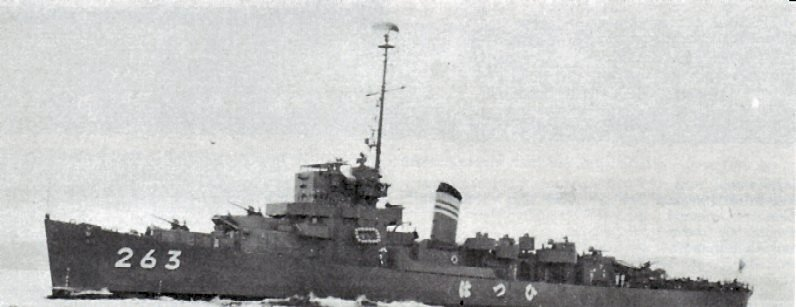
初代あさひ型「はつひ」。アメリカ海軍「アザートン」の後身である。
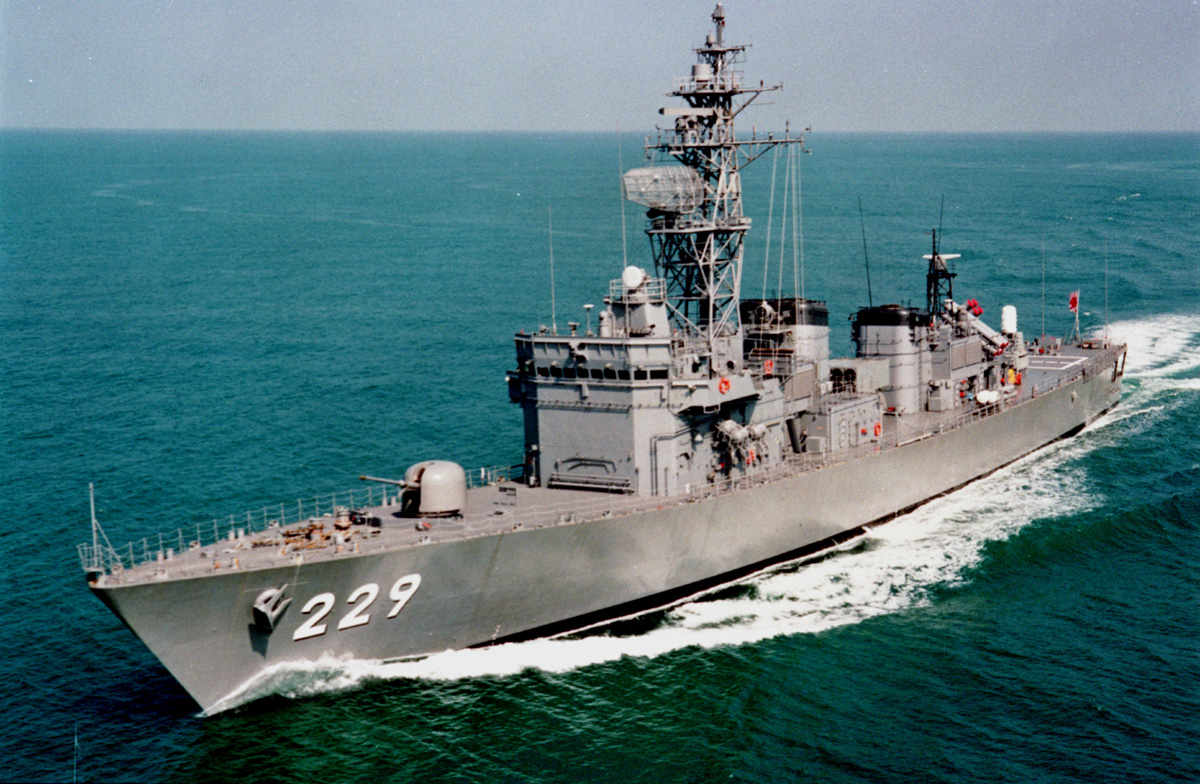
あぶくま型「あぶくま」

### PF
アメリカ海軍のタコマ級哨戒フリゲートの貸与によるくす型においてのみ、アメリカ海軍のもの（英語: Patrol Frigate, PF）を踏襲するかたちで採用された艦種記号である。同型の運用終了に伴い、海上自衛隊においては現存しない。
艦級一覧
- くす型

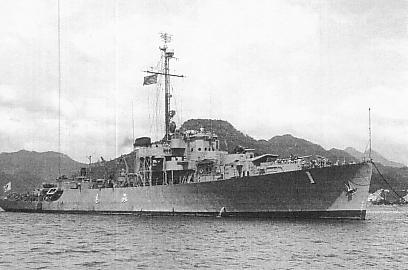
くす型「もみ」。アメリカ海軍「ポキプシー」の後身。

## 艦内の編制
自衛艦では、職能に応じたものと、内務管理のためのものとで、2つの見方からの編成方式をとっている。

### 職能管理
護衛艦では、職能に応じた分類として、7つの科が編成されている。
砲雷科
艦砲やミサイル、魚雷、機関砲の他、火器管制レーダー、ソナー、探照灯、錨、短艇、クレーンの操作も担当する。
科の長は砲雷長であり、またその所掌業務の一部を分掌するため砲術長、水雷長および立入検査長が配される。その他の幹部自衛官として、砲術長の下に砲術士・電整士、水雷長の下に水雷士、立入検査長の下に立入検査士、また運用士も配される。海曹士としては、射撃員や魚雷員、水測員および運用員が配される。
船務科
情報、電測、通信、航空管制（全通飛行甲板DDHを除く航空機が発着艦可能な護衛艦に限る）及び船体消磁に関することを担当する。
科の長は船務長であり、またその他の幹部自衛官として船務士や通信士、電整士が配される。また海曹士としては、電測員や通信員、電子整備員が配される。
最初期には「情報科」と称されていたが、1954年頃に「船務科」と改称されたという経緯があり、また移行期には「戦務科」と称されることもあった。
航海科
航行、信号、見張及び操舵、また気象・海象に関することを担当する。
科の長は航海長であり、またその所掌業務の一部を分掌するため気象長が配される。海曹士としては航海員や気象海洋員が配される。
機関科
エンジンや発電機・補機、空調機器の運転・整備、燃料、真水、空調の管理を担当する。また、火災や浸水に対して、ダメージコントロールといわれる応急作業を担う。
科の長は機関長であり、またその所掌業務の一部を分掌するため応急長が配される。その他の幹部自衛官として機関士が配されるほか、場合によって応急長の下に応急士も配される。海曹士としては、蒸気員、ガスタービン員、ディーゼル員、電気員、応急工作員、艦上救難員が配される。
補給科
経理、補給、庶務、給食、艦内の衛生管理や乗組員の健康管理や診療、衛生機材の整備などを担当する。
科の長は補給長とされ、またひゅうが型・いずも型ではその他の幹部自衛官として補給士も配される。海曹士としては補給員、経理員、給養員が配される。
衛生科
科の長は衛生長とされ、またその他の幹部自衛官として衛生士が配されることとされているが、これらの幹部隊員（衛生担当）の配員がない場合は補給長が兼務することになっている。海曹士としては衛生員が配される。
飛行科
艦載機の操縦、発着艦指揮、運用、整備、およびそれに係る補給を担当する。航空機非搭載艦には存在しない。
科の長は飛行長であり、またその所掌業務の一部を分掌するために整備長、艦上救難長（ひゅうが型・いずも型の場合）が配される。その他の幹部自衛官として飛行士および航空管制士（ひゅうが型・いずも型の場合）が配されるほか、整備長の下に整備士、艦上救難長の下に艦上救難士が配される。海曹士としては、航空機体整備員、航空発動機整備員、航空電機計器整備員、航空電子整備員、航空武器整備員、発着艦員、航空管制員（ひゅうが型・いずも型の場合）が配置されている。

### 内務管理

#### 分隊
自衛艦は自己完結型で長期の行動もすることから、内務面の編成に意を用いている。これが分隊編成で、護衛艦の場合、艦長・副長の下に5つの分隊がある。各分隊は下記のようにおおむね科と連動しているが、分隊長は必ずしも科長がある必要はない。たとえば砲雷長が副長である場合、第1分隊では次席幹部の砲術長か水雷長が分隊長となる。同様に、例えば機関長が副長ではなくとも先任士官（副長の次の幹部）である場合、第3分隊ではやはり次席の応急長が分隊長となることが多い。また分隊の先任海曹は、人事や昇任などで直接に分隊員の面倒をみる。
- 第1分隊 - 砲雷科
- 第2分隊 - 航海科・船務科
- 第3分隊 - 機関科
- 第4分隊 - 補給科・衛生科
- 第5分隊 - 飛行科

#### 警衛と甲板
艦内には、分隊のほかに、副長を頂点とする内務管理の系統が存在する。
警衛
乗員の規律の管理を行うための系統で、各分隊で先任の海曹が「分隊警衛海曹」となる。そしてこれらの分隊警衛海曹を統括するのが先任伍長である。またその指導監督にあたるのが「警衛士官」である。
甲板
日課の施行や艦内の整備、外容の整斉など、艦の威容を保つために日常行われる諸作業の系統で、各分隊で中堅どころの海曹が当番制で「分隊甲板海曹」となる。これを統括する「甲板海曹」は「親甲板」とも俗称され、掌帆長（運用員長）が兼任する。これらを指揮する「甲板士官」としては、最も若い幹部が指定されて、副長の下で「総員起こし」から「巡検」まで、一日中艦内をくまなく見て回ることになる。
この先任伍長や掌帆長、分隊先任海曹などは先任海曹室（CPO）を構成し、艦の内務における重要な地位を占めている。

### 艦内の部署
大別して戦闘部署、緊急部署、作業部署の3部署がある。
戦闘部署
- 合戦準備部署
- 戦闘部署
- 艦内哨戒部署
- 対潜戦闘部署
- 対空戦闘部署
- 対水上戦闘部署
- 掃海部署
- NBC部署
- 臨検部署
- 立入検査隊部署

緊急部署
- 防火部署
- 防水部署
- 応急操舵部署
- 溺者救助部署
- 総員離艦部署
- 海上救難部署
- 航空救難部署
- 航空機緊急着艦部署

作業部署
- 出入港部署
- 出入渠部署
- 艦内閉鎖部署[注 3]
- 航海保安部署
- 荒天準備部署
- 霧中航行部署
- 灯火管制部署
- 非常配食部署
- 弾火薬等搭載部署
- 艦内公開部署
- 流出油防除部署
- 引き船引かれ船部署
- 臨戦準備部署
- 洋上移送部署
- 洋上給油部署
- 空中給油部署
- 航空機発着艦部署
- 海難救助隊派遣部署
- 飛行救難隊派遣部署
- 派遣防火部署
- 生存者救助部署

### 艦内生活

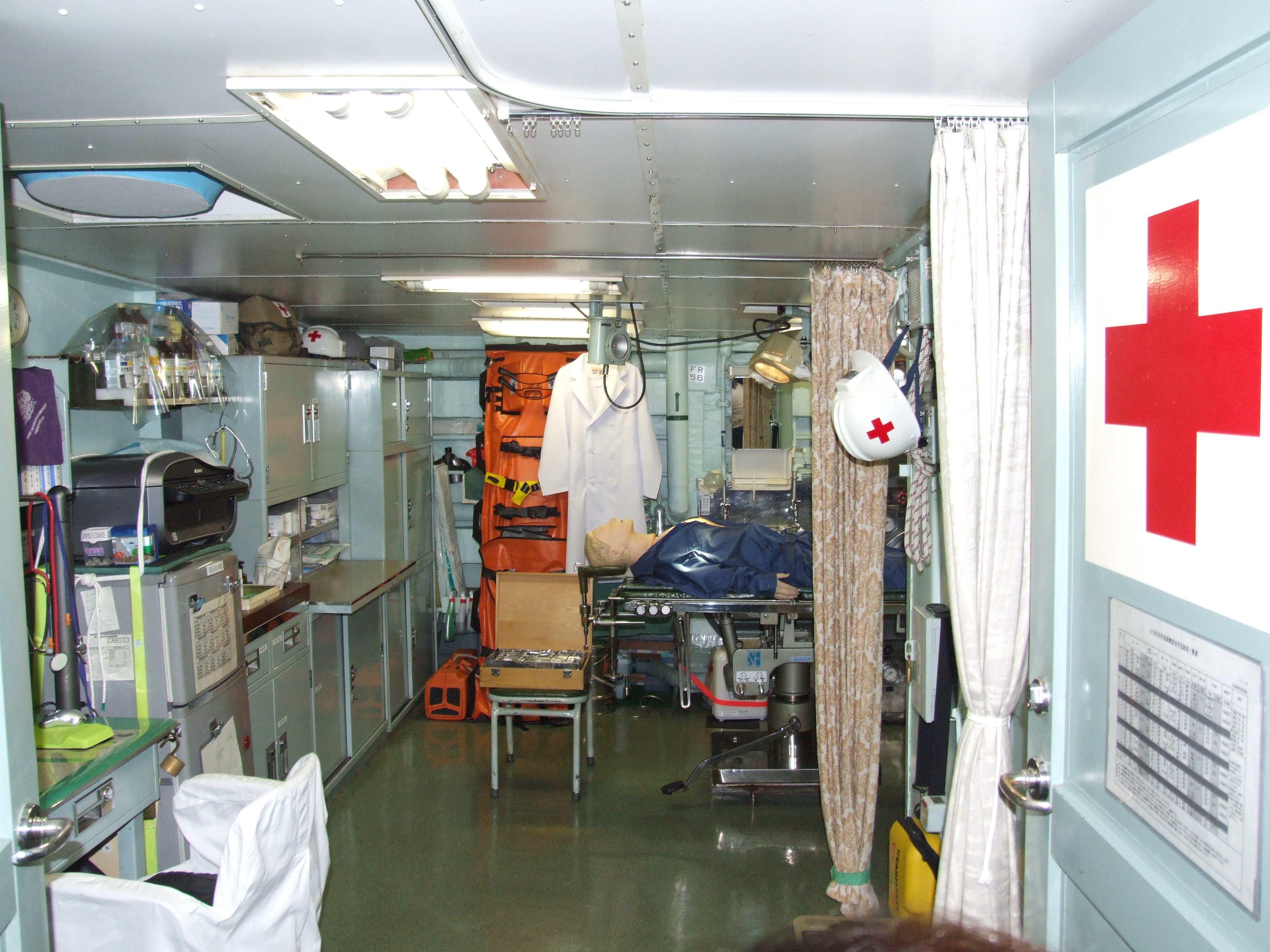
医務室
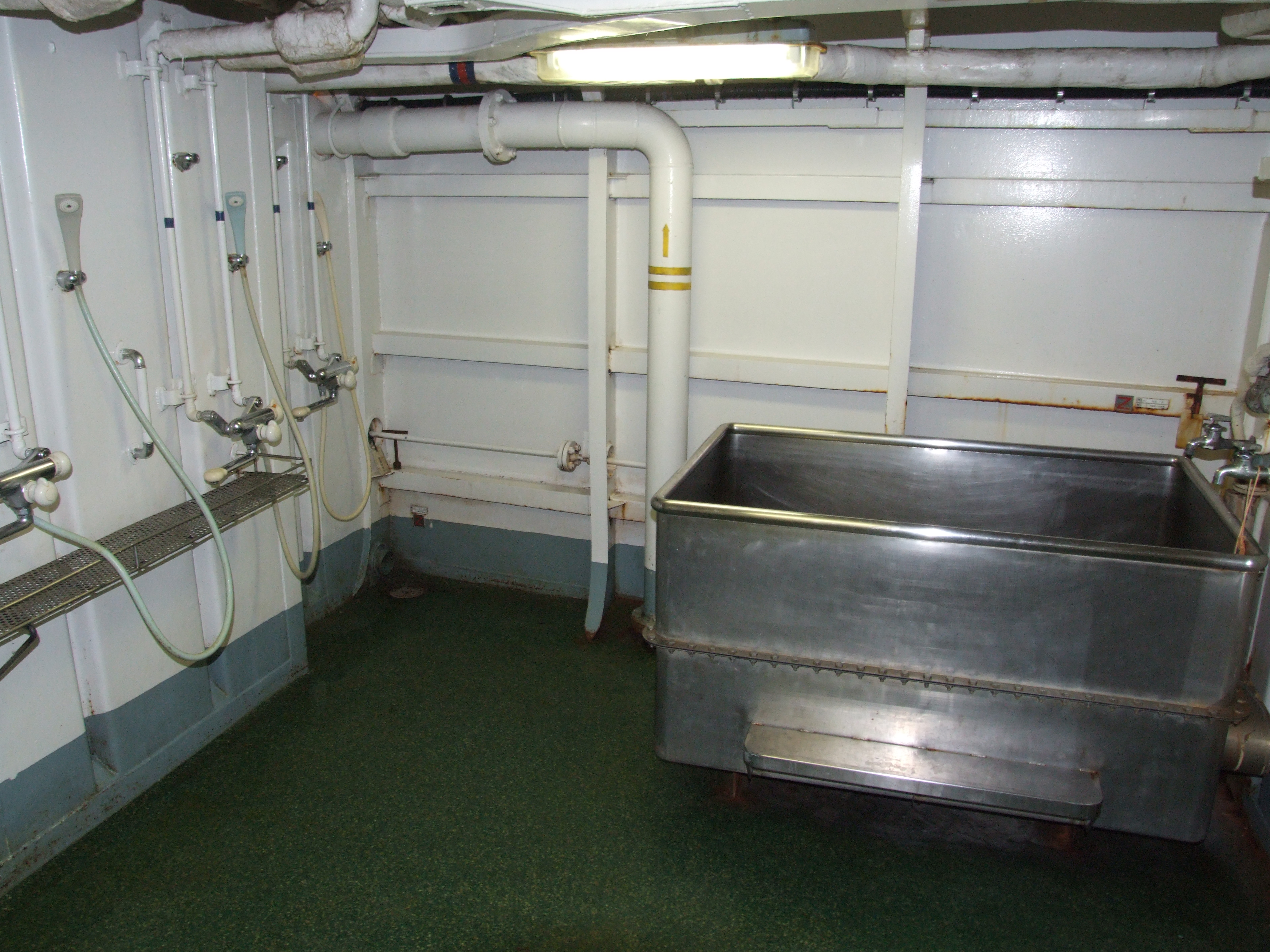
浴室
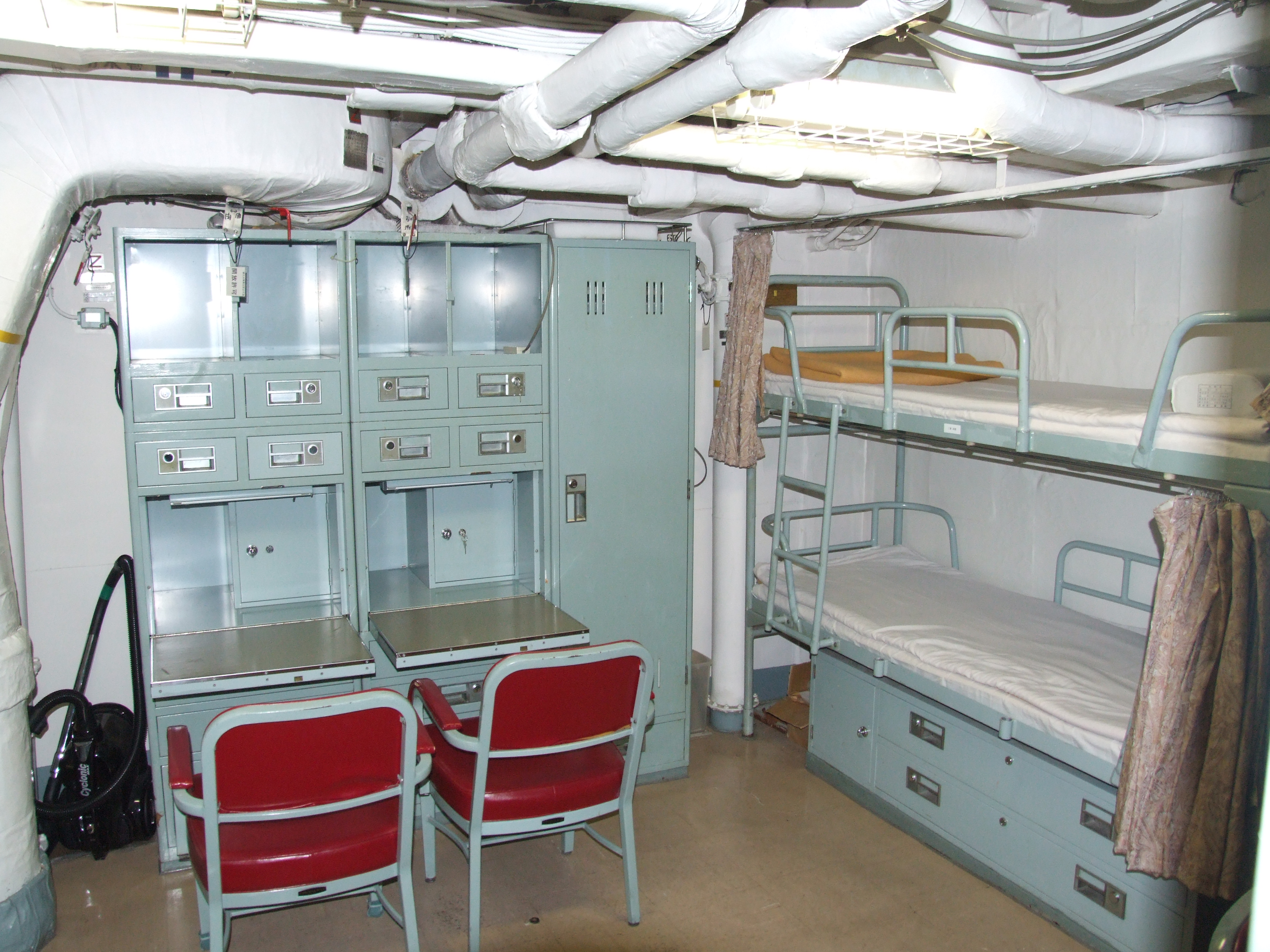
居住スペース[注 4]

## 活動

### 日課
自衛艦旗は、航海中は常時後部旗竿もしくはメインマストに掲げているが、停泊中は朝8時に掲揚する。「自衛艦旗揚げ方5分前」の号令が入る時点で、既に艦長以下総員が後甲板に整列を終えており、総員挙手の敬礼とラッパの吹奏を受けて、当直士官の令のもと、当直警衛海曹と当直海士（当番）によって掲げられる。その後は分隊整列が行われ、壇上に上がった副長に対して各分隊が順番に報告したのち、副長からの達し事項が伝えられる。その後、副長の令を受けて、今度は各分隊（科）、ついで班ごとの話となる。
停泊中は、午前・午後ともおおむね整備作業もしくは停泊訓練に費やされる。午前の整備作業が終わると甲板掃除、昼食と続き、体操の後に副長による課業整列を行って、午後の整備作業となる。午後の課業が終わると夕食、上陸員の上陸となる。ただし護衛艦は、航海時・停泊時を問わずいつでも行動できる体制を維持しており、停泊時は課業終了後も上陸せずに勤務に就く乗員が必ずいる。これらの当直員は、夕方日没前に「自衛艦旗降ろし方5分前」で後甲板に整列し、日没と同時に当直士官の令で自衛艦旗が降ろされる。
夜8時には「巡検」が行われる。これは副長（不在時には当直士官）が当直警衛海曹の先導で艦内を見て回るもので、各居住区に点検番をおいて点検官に報告することになるため、点検前には甲板掃除に加えてベッドなどの整頓が必要となる。また巡検時には「巡検ラッパ」が吹奏される。ただし航海中は巡検のかわりに「火の元点検」とすることが多く、この場合は点検番やラッパ吹奏は不要となる。

### 訓練
護衛艦は、建造や修理・検査のために一定期間ごとに造船所に入る必要があることから、この一定期間を「訓練周期」として、これを数期に分けて練度を順に追って確実に向上させるという「周期訓練」の方式をとっている。
周期訓練は、新造艦の場合は「就役訓練」、大規模修理後の艦の場合は「再練成訓練」で始まる。再練成訓練は海上訓練指導隊の支援のもと、そのベテラン幹部・海曹の乗艦指導を受けて行うものである。また通常、これに先立って、全くの個艦で「慣熟訓練」を行ったうえで再練成訓練に臨むことが多い。
再練成訓練で個艦訓練が一段落すると、次に護衛隊、更には護衛隊群単位での練成訓練へと順次に拡大していく。またその最中にも、個人・各科および個艦訓練も適宜に行われる。最終的には、秋口に行われる全国規模の「海上自衛隊演習」や、晩秋に行われる「訓練検閲」が一つの区切りとなる。

## 塗装と標記・標識
海上自衛隊では、日本海軍の用語を踏襲して、船体などの塗装を「塗粧」と称する。船体は、吃水線のところで船底塗料と外舷塗料で塗り分けており、この区別する線を塗別線と称する。塗料の素材としては、従来は上部構造物と船底部は油性塗料、水線部は塩化ビニール樹脂性塗料が用いられていたが、後に水線部・船底部は塩化ゴム系塗料に変更された。
船底塗料は、防食と防汚の両目的から2種類の塗料が用いられており、防食のための船底1号塗料を下塗りとして、そのうえに生物や海藻類付着を防ぐための船底2号塗料を上塗りするかたちとなる。その色は、一般的に市中で用いられる鉄骨の錆止め色とほぼ同じ茶褐色である。また護衛艦は、塗別線の下に幅2メートルの黒帯が塗装される。その上方では、船体の舷側と構造の立面が灰色（マンセル記号N-5）、露天甲板が暗灰色（マンセル記号N-4）とされてきた。また煙突外面頂部や、マストで排煙による汚れが関係する範囲については、上塗りとして、油性フタル酸樹脂エナメル半つや黒（マンセル記号N-2）を2回塗装することとされていた。
これらについては「海上自衛隊の使用する艦船等の塗粧及び着標に関する訓令」（昭和32年海上自衛隊訓令第35号）、「艦船等の塗粧及び着標に関する達」（昭和44年海上自衛隊達第55号）で規定されているが、これらが2019年（令和元年）11月28日付けで改正されたことで、順次にロービジ（「ロービジビリティ」Low-visibilityの略）塗装への変更が進んでいる。その内容としては、上記の煙突頂部の黒帯の廃止、艦番号及び艦名の灰色化かつ陰影の廃止、飛行甲板もしくは艦橋上の対空表示（航空機に対し艦番号下2桁を表示するための塗装）の消去である。2023年1月上旬の時点で、全護衛艦49隻のうち42隻がロービジ化されていた。
なお、海上自衛隊の発足当初の保有艦艇は上記の通りアメリカ海軍からの貸与艦が多かったことから、アメリカ海軍所属の同型艦と区別するため、自衛艦の舷側には平仮名で艦名が標記されていた。しかし海軍時代に用いられていた片仮名と比べて曲がりくねって判読しづらいとの指摘があり、国産艦が増えてアメリカ艦との区別の必要がなくなると、経費や手間の削減の意味もあって、1969年6月1日付けの訓令でこの標記は廃止となった。

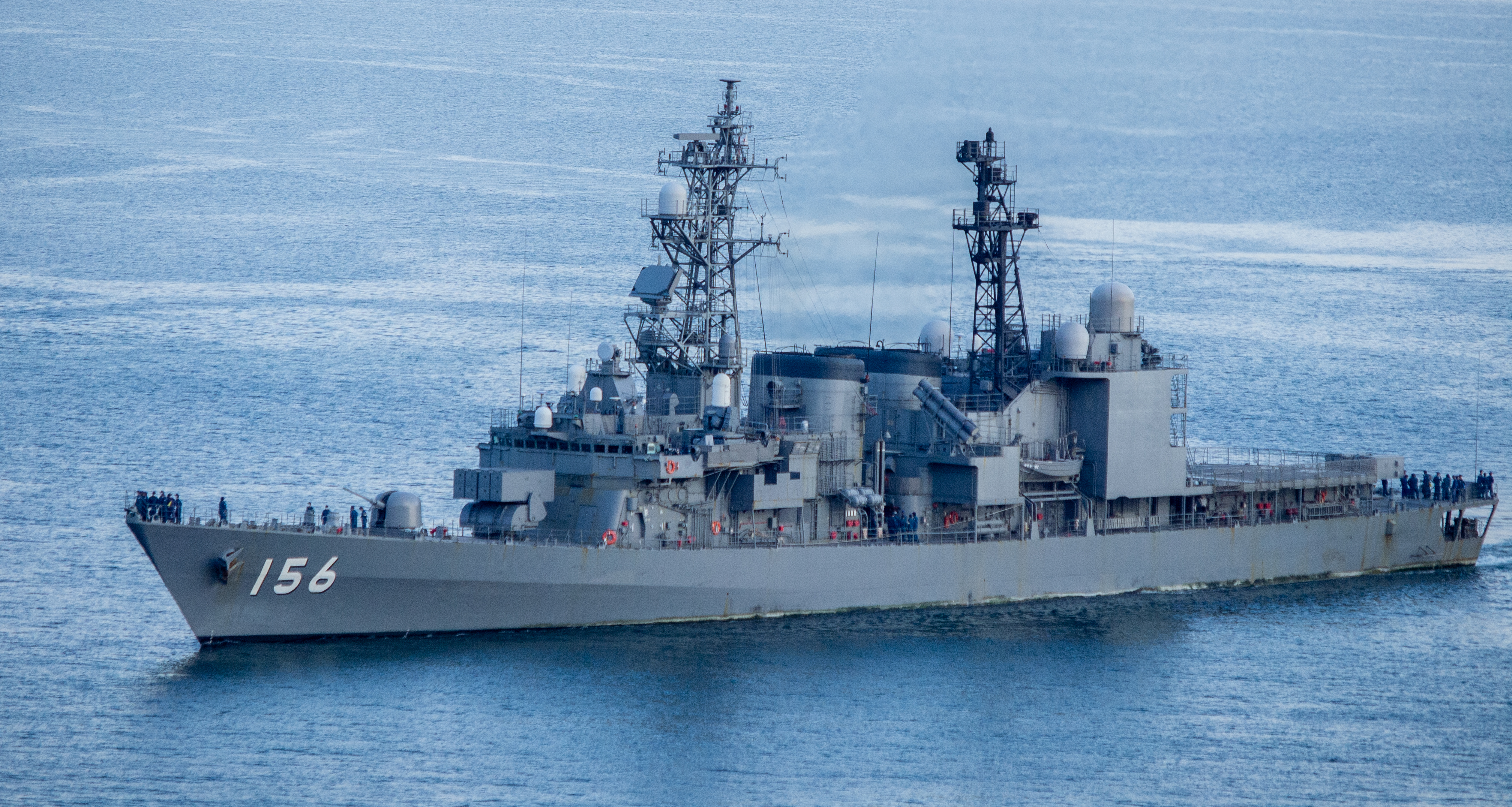
従来塗装の「せとぎり」
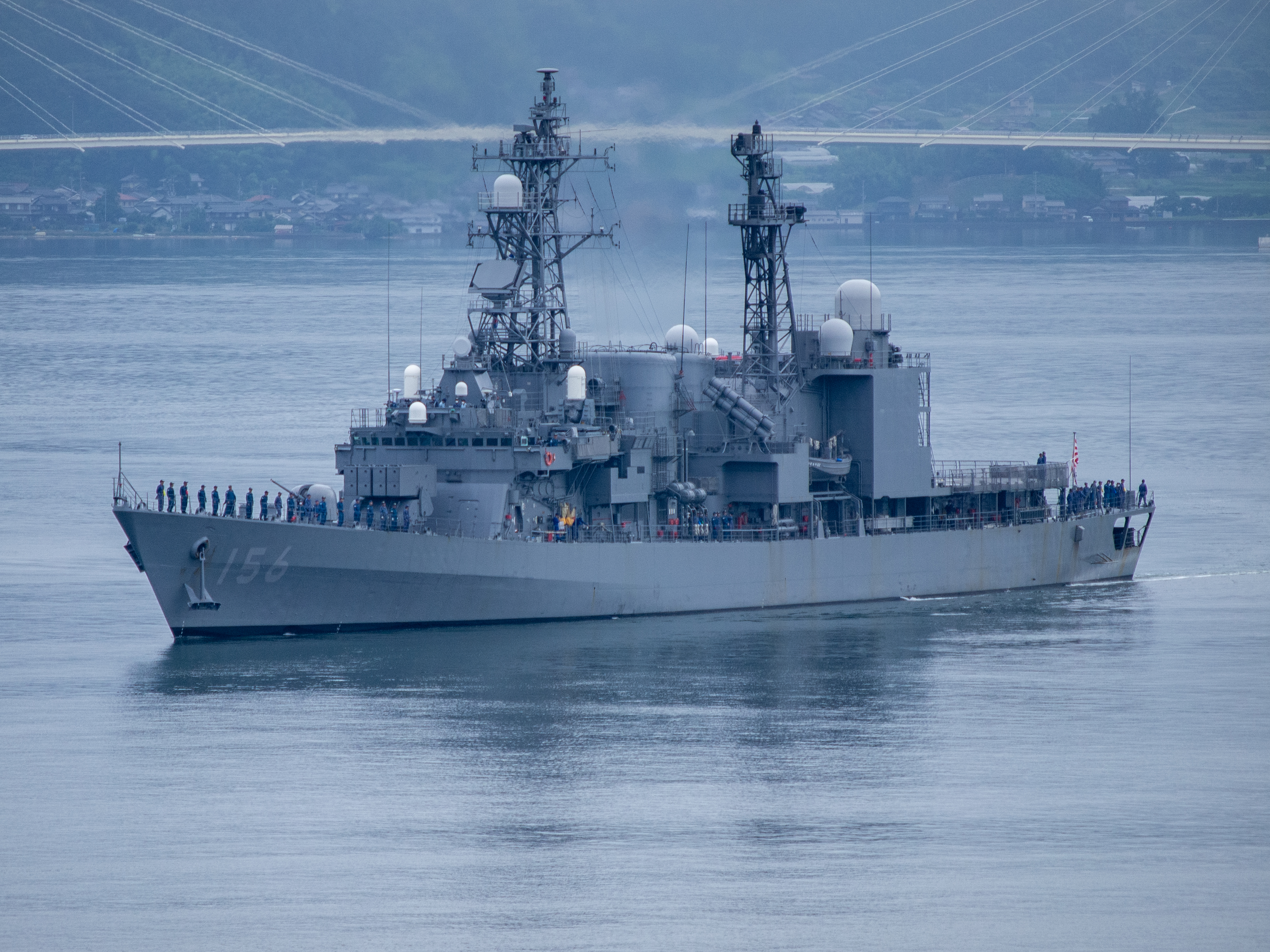
低視認性塗装とされた「せとぎり」